# Sylvestre Langevin
Pour les articles homonymes, voir Langevin et Famille Langevin.
Sylvestre Langevin est un architecte naval français, né le 23 juillet 1934 à Paris.

## Biographie
D'abord adjoint au chef de chantier d'un chantier naval qui construit des bateaux en acier, puis responsable de la partie plaisance dans un chantier spécialisé dans la construction en alliage léger, collaborateur pendant un an d'un bureau d'études et d'essais d'aviation, Sylvestre Langevin crée un bureau d'architecture navale. Ce dernier conçoit de nombreux modèles variés de voiliers et de vedettes, dont plusieurs vedettes de pilotage, de surveillance côtière pour la Marine nationale et de sauvetage pour les sociétés nationales de sauvetage en mer.
En dehors de la plaisance, il donne naissance au catamaran Elf Aquitaine I ; avec la victoire d'Elf Aquitaine I aux mains de Marc Pajot, premier de la Route du Rhum 1982 ; le bateau devient célèbre dans le milieu du nautisme,. « Ses foilers en aluminium des années 80 font parler la poudre à l'époque et encore de nos jours avec notamment PiR2 qui réalise une magnifique Route du Rhum 2014 aux mains d'Étienne Hochédé. »,.

## Famille
Sylvestre Langevin est le fils de Jean et Vige Langevin. Il est le petit-fils de Paul Langevin, par son père, ainsi que le petit-fils de Jules Grandjouan, par sa mère.[réf. nécessaire]

## Conception de voiliers
La conception de ces voiliers et yachts a été assurée par Sylvestre Langevin :
- Flot 18[5]
- Naja 30[6].
- Flot 32[7].
- Edel Cat 26[8].
- Edel Cat 33[9].
- Rivage 29 [10][source insuffisante]

## Conception de multicoques
« Edel Cat, Triagoz, sont autant de multicoques de série dessinés par cet architecte naval ».
Il a également conçu Elf Aquitaine et PiR2, qui ont respectivement gagné la Route du Rhum en 1982 et 2014.

## Publications
- Voiliers et vedettes en métal, avec Jean-Marie Arthaud et Jean Boudriot, 45 photographies, 68 dessins, Librairie Arthaud, 1976[12].